# Ахіллес
Ахілле́с, також Ахілл (грец. Aχιλλευς) — у античній міфології син царя мірмідонян Пелея та морської богині Фетіди, внук Еака, герой Троянської війни.
Найвизначнішим подвигом Ахілла під час Троянської війни було вбивство троянського царевича Гектора. Хоча смерть Ахілла не описана в «Іліаді», інші джерела вказують, що його вбив стрілою Паріс, поціливши Ахілла в п'яту. Пізніші легенди стверджують, що Ахілл був невразливим, за винятком саме цієї п'яти. Звідси вислів «ахіллесова п'ята», що означає слабке місце. Ахіллове сухожилля також названо на його честь завдяки цим легендам.

## Ахілл у міфах

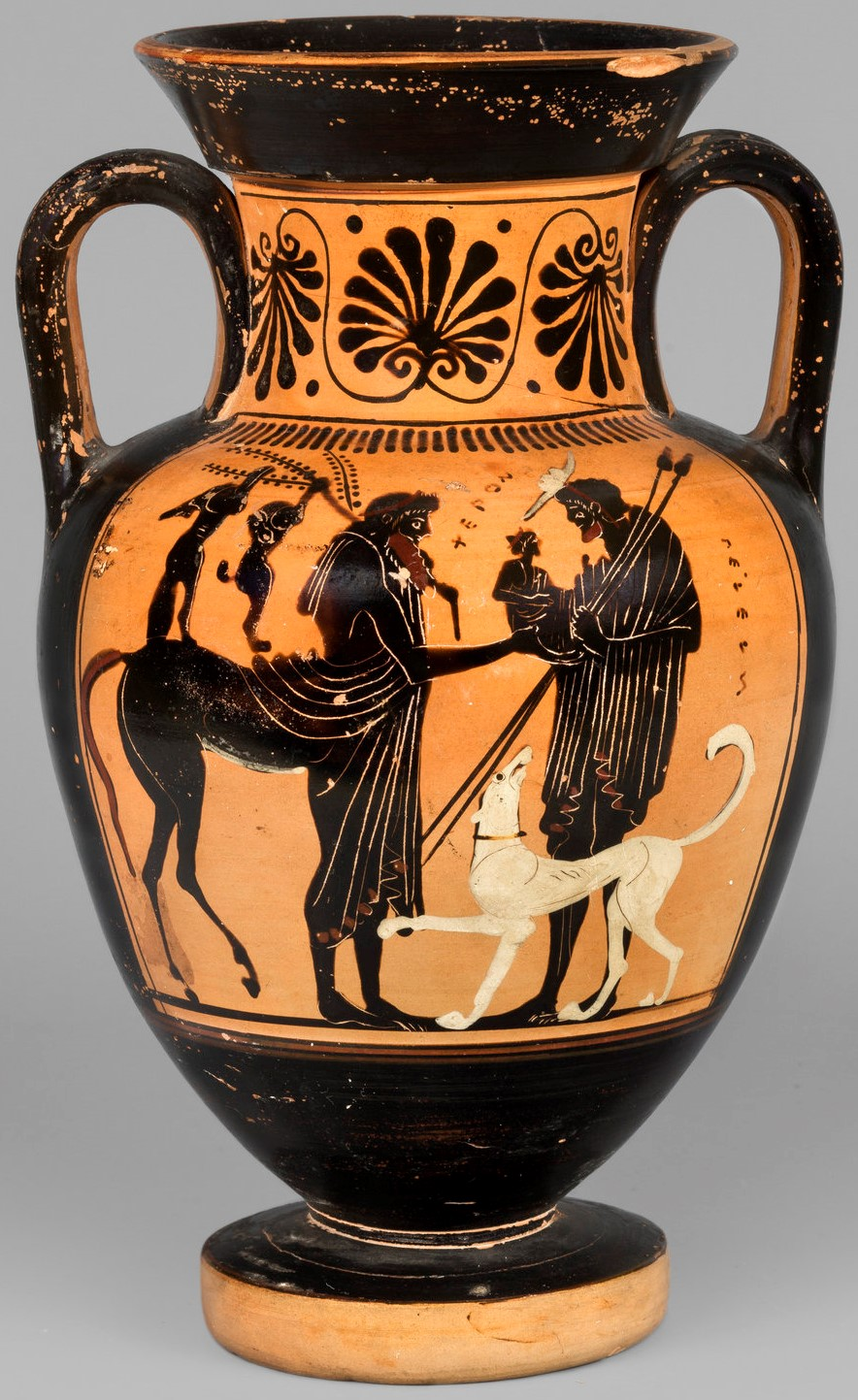
Пелей передає малого Ахілла на виховання кентавру Хірону. Розпис на чорнофігурній амфорі 500—475 рр. до н. е.

### Дитинство
Жрець Аполлона Калхант передбачив, що Трою можна буде взяти лише за допомогою молодого Ахілла, сьомого сина Пелея. Мати Ахілла Фетіда через це занапастила його молодших братів, кинувши їх у вогонь. Пелей урятував від такої ж долі Ахілла, вихопивши його з вогню і поклав замість нього кістку гіганта Даміса. За іншою версією Фетіда, знаючи, що її син загине біля Трої, занурила Ахілла в річку Стікс і його тіло стало невразливим, крім п'яти, за яку вона його тримала.
Пелей відніс Ахілла кентаврові Хірону, що виростив його на горі Пеліон, годуючи нутрощами звірів, щоб хлопчик виріс сміливим. За іншим свідченням, він годував хлопчика медом і мізками дичини, щоб він став добрим бігуном. Хірон навчав вихованця мистецтву верхової їзди, полювання, гри на сопілці та лікуванню. Муза Калліопа вчила його співу. Ахілл став справним мисливцем і міг наздоганяти навіть оленів.
Щоб урятувати Ахілла від долі загинути біля Трої, Фетіда вбрала його дівчинкою й залишила під опікою царя острова Скірос, Лікомеда, в чиєму палаці він жив під ім'ям Керкісери, Аїси або Пірри. Ахілл вступив у зв'язок із дочкою Лікомеда Деїдамією, яка народила від нього Пірра, пізніше названого Неоптолемом. Іноді стверджується, що Неоптолем був сином Ахілла та Іфігенії.

### Перша подорож до Трої
Одіссей, Нестор і Аякс були послані, щоб забрати Ахілла зі Скіроса, коли дізналися де його переховують. Лікомед дозволив їм обшукати весь палац, думаючи, що добре замаскував Ахілла. Проте Одіссей придумав розкласти дари для жінок, а між ними поклав меч і щит. Ахілл узяв їх і пообіцяв повести мірмідонян на Трою. Інші джерела стверджують, що Пелей сам дозволив Ахіллу вирушити з дому під наглядом Фенікса, сина Аміни. Фетіда подарувала йому скриню з одягом, необхідним у подорожі. Фенікс погодився супроводити Ахілла в обмін на повернення йому зору Хіроном або позбавлення від бездітності.
У Ахілла був друг дитинства, ймовірно й коханець, Патрокл, який хоча й був старшим, але поступався Ахіллу в силі, швидкості та знатності походження.
Коли грецький флот зібрався в Авліді, з'явилися критські посли, щоб оголосити, що їхній цар Ідоменей, син Девкаліона, поведе на Трою сто кораблів, якщо Агамемнон погодиться розділити з ним владу над військом. Агамемнон погодився, він керував сухопутними силами еллінів, йому допомагали Одіссей, Паламед і Діомед, а на чолі еллінського флоту стояли Ахілл та його помічники Аякс і Фенікс. Аякс проте розгнівав богів тим, що сказав ніби зможе перемогти без їхньої допомоги.
Спершу війська збилися зі шляху та прибули в Місію, де стали битися з місцевими жителям, сприйнявши їх за троянців. Місієць Телеф був поранений Ахіллом списом через те, що його товариші не принесли жертву Діонісу. Потім чинилася буря, влаштована Герою, що розкидала кораблі і вони поодинці попливли кожен додому. Ахілл причалив до Скіроса та одружився з Деїдамією.

### Друга подорож до Трої
Коли Агамемнон став готувати друге плавання, вийти в море не давала буря. Її спричинила Артеміда за те, що Агамемнон вихвалявся нібито влучніший в полюванні за саму Артеміду, або за те, що вбив її священну козу чи що поклявся принести їй в жертву найпрекраснішу істоту. Щоб умилостивити богиню, він мусив принести в жертву свою дочку Іфігенію. Одіссей тоді сказав матері Іфігенії, що хоче видати її в шлюб з Ахіллом. Дізнавшись про це, Ахілл розгнівався і поклявся не допустити смерті Іфігенії. Тому він відправив її в Скіфію або сама Артеміда віднесла Іфігенію в землі таврів.
Коли флот знову поплив, Фетіда попередила Ахілла, що якщо він уб'є сина Аполлона, то загине від іншого сина. Тому вона поставила поруч Мемнона, котрий постійно нагадував про це Ахіллу. Втім, Ахілл згодом побачив як Тенес кидає в грецькі кораблі камені, стрибнув з корабля та вбив його; Тенес виявився сином Аполлона.

### У троянській війні

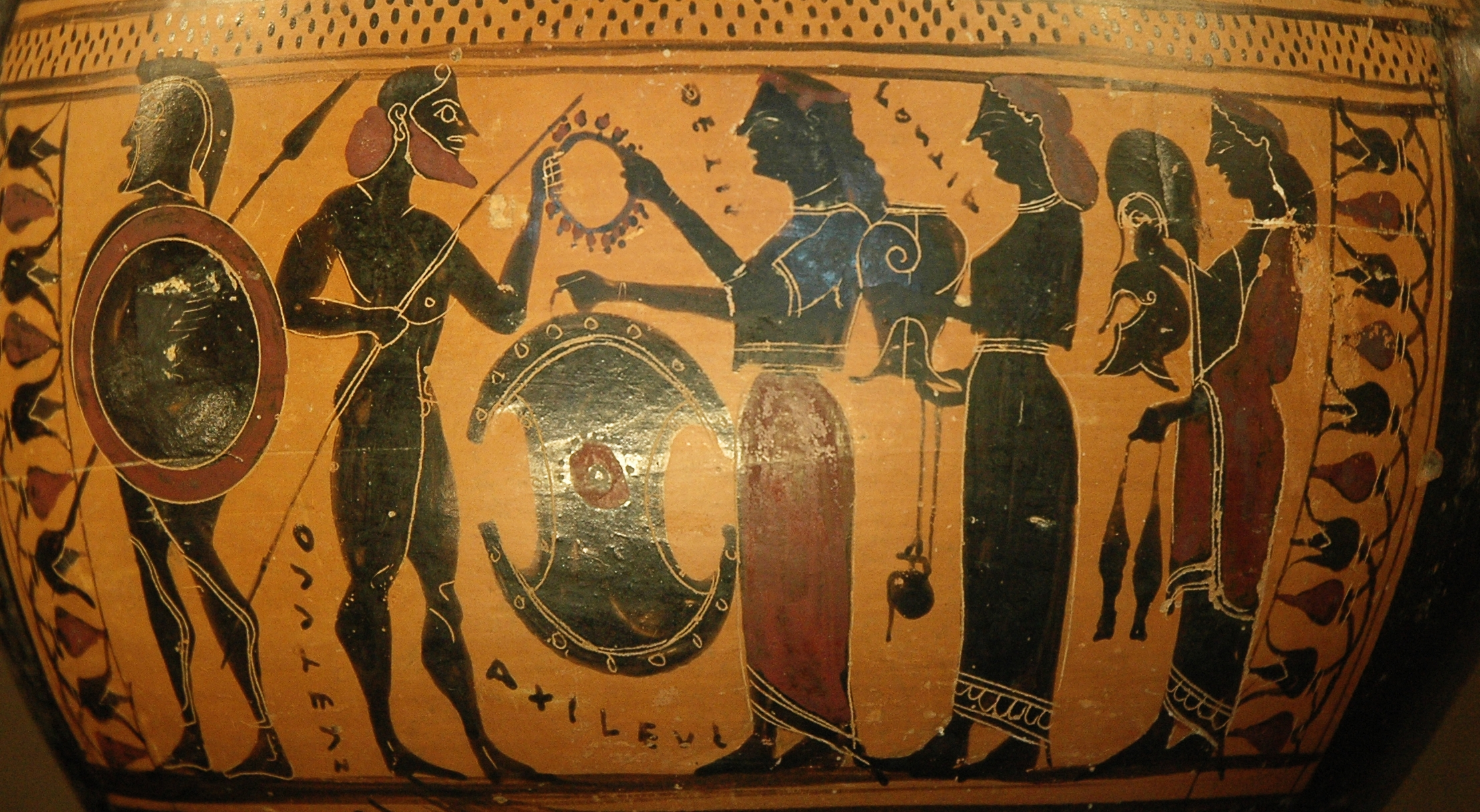
Ахілл отримує зброю Гефеста. Деталь розпису гідрії, 575—550 рр. до н. е.

Цього разу греки успішно допливли до Трої. Коли Ахілл зістрибнув з корабля на берег, у тому місці забило джерело. Потім Ахілл убив невразливого Кікна, задушивши його ремінцем шолома.
Згідно з пророцтвом, Троя стала б неприступною, якби син троянського царя Пріама, Троїл, дожив до 20-ирічного віку. Ахілл закохався в Троїла та став вимагати аби той віддався йому. Троїл сховався в храмі Аполлона. Тоді Ахілл убив його чи Троїла стратили греки. Також Ахілл захопив у полон Лікаона, але його викупили троянці в обмін на срібну чашу. Лікаон попри те невдовзі все одно загинув від руки Ахілла.
Після набігу Ахілла на околиці Трої дардани вступили в союз із троянцями, серед яких був Еней. Греки спустошували навколишні міста, а після зимової перерви Ахілл вирушив на пошуки Гектора, найхоробрішого троянського воїна. Ахіллу тим часом дісталася полонянка Брісеїда, яку в нього відібрав Агамемнон. Через це Ахілл посварився з ним і відмовився брати участь у війні. Гектор викликав його на поєдинок, але греки виставили замість Ахілла Аякса. Обоє героїв проте билися на рівних і врешті припинили бій, обмінявшись подарунками.
Агамемнон послав за Ахіллом гінців, обіцяючи великі багатства (включаючи Брісеїду) за його повернення в стрій. Однак, Ахілл відмовився. Скориставшись цим троянці зруйнували фортецю греків. Бачачи лихо, Ахілл повернувся, але Патрокл, який командував військами, загинув.
Фетіда передала Ахіллу нові обладунки, викувані Гефестом. Одягнувши їх, Ахілл помирився з Агамемноном і вирушив мстити за Патрокла. Гефест висушив річку Ксант, бог якої намагався втрутитися, і вцілілі троянці втекли до Трої. Після того він зійшовся в поєдинку проти Гектора, вбив його списом, а труп прив'язав до колісниці, волочачи її слідом. Пріам викупив тіло Гектора за стільки золота, скільки воно важило.

### Загибель Ахілла
Ахілл загинув біля мурів Трої напередодні її падіння через стрілу, спрямовану Аполлоном в його п'яту. (Варіант: його вбив Паріс, стрілу якого Аполлон спрямував у вразливе місце героя — його п'яту, коли він, неозброєний, прийшов до Аполлонового храму справити шлюб з дочкою Пріама Поліксеною). Ахіллесове тіло прикрила вовною атлантида Іо (пізніше обернена на фіалку), а попіл із тіла героя, змішаний з попелом Патрокла, поховали в одній урні на острові Сігеї, де скінчила своє життя Поліксена. За іншою легендою, Ахіллес похований на Левкос (сучасний український острів Зміїний). Моряки, що плавали від Босфору до Ольвії, стверджували, що чули, як Ахілл десь за морем читав вірші Гомера, причому звук його голосу супроводжувався стукотом кінських копит, криками воїнів і брязкотом зброї. Інша версія стверджує, що тінь Ахілла потрапила в царство Аїда на асфоделеві луки, де нарікає на свою долю; або що вона увійшла до Елесію чи відлетіла на Острови блаженних, де одружилася з Медеєю.
Пізніші міфи розповіли про нові подвиги Ахіллеса, серед них про переможні бої з царицею амазонок Пентесілеєю, з ефіопським царем Мемноном тощо.
За легендою, Ахілл похований на о. Зміїний

## Культ Ахілла

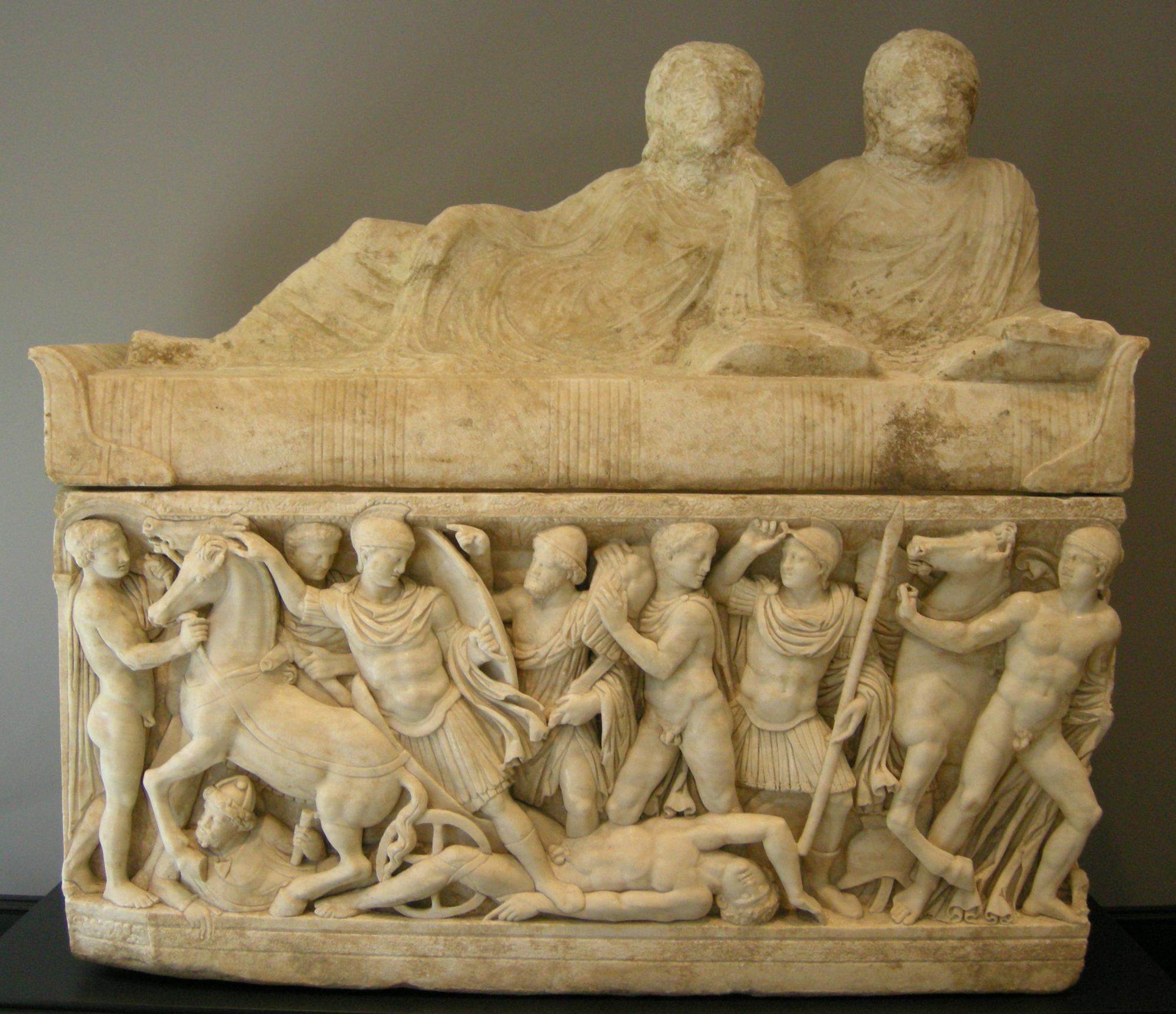
Римський саркофаг зі сценами життя Ахілла, 180—220 рр. н. е.

Гробниця Ахілла (Ахіллеон), розташована в Троаді, шанувалася фессалійцями, а також перськими експедиційними силами, Александром Македонським і римським імператором Каракаллою. Культ Ахілла практикувався на острові Астипалея в Спорадах, у Спарті, де було його святилище, в Еліді та на батьківщині Ахілла в Фессалії, а також у містах Великої Греції: Тарент, Локрі та Кротон. Ряд важливих торговельних портових міст у грецьких водах були присвячені Ахіллу. Геродот, Пліній Старший і Страбон повідомляли про існування міста Ахіллейон (Ἀχίλλειον), побудованого поселенцями з Мітилени в VI ст. до н. е. в Троаді. Є пізніші згадки про місто Ахіллеон у Мессенії та Ахілей (Ἀχίλλειος) у Лаконії.
Царі Епіру стверджували, що походять від Ахілла через його сина Неоптолема. Александр Македонський також претендував та таке походження і багато в чому прагнув бути схожим на Ахілла. Згідно з переказом, він відвідав могилу Ахілла в Ахіллеоні, коли проходив повз Трою. У 216 році римський імператор Каракалла, прямуючи на війну проти Парфії, за прикладом Александра влаштувавши ігри біля могили Ахілла.
Греки вважали, що видатні герої можуть оселятися на Щасливих островах десь на краю світу, де суходіл омивається рікою Океан. Північні течії Чорного моря ототожнювалися з Океаном, а Скіфія — з краєм населеного світу (ойкумени), тому нерідко описувалося як Ахілл після смерті проживає десь у тих місцевостях.
Зазвичай царство мірмідонян доби Троянської війни, з якого походив Ахілл, розміщують у Фтіотиді, але можливо, що ця версія з'явилася лише згодом, принаймні і Еак, і Пелей відомі як володарі острова Егіна.

### Культ Ахілла на території сучасної України

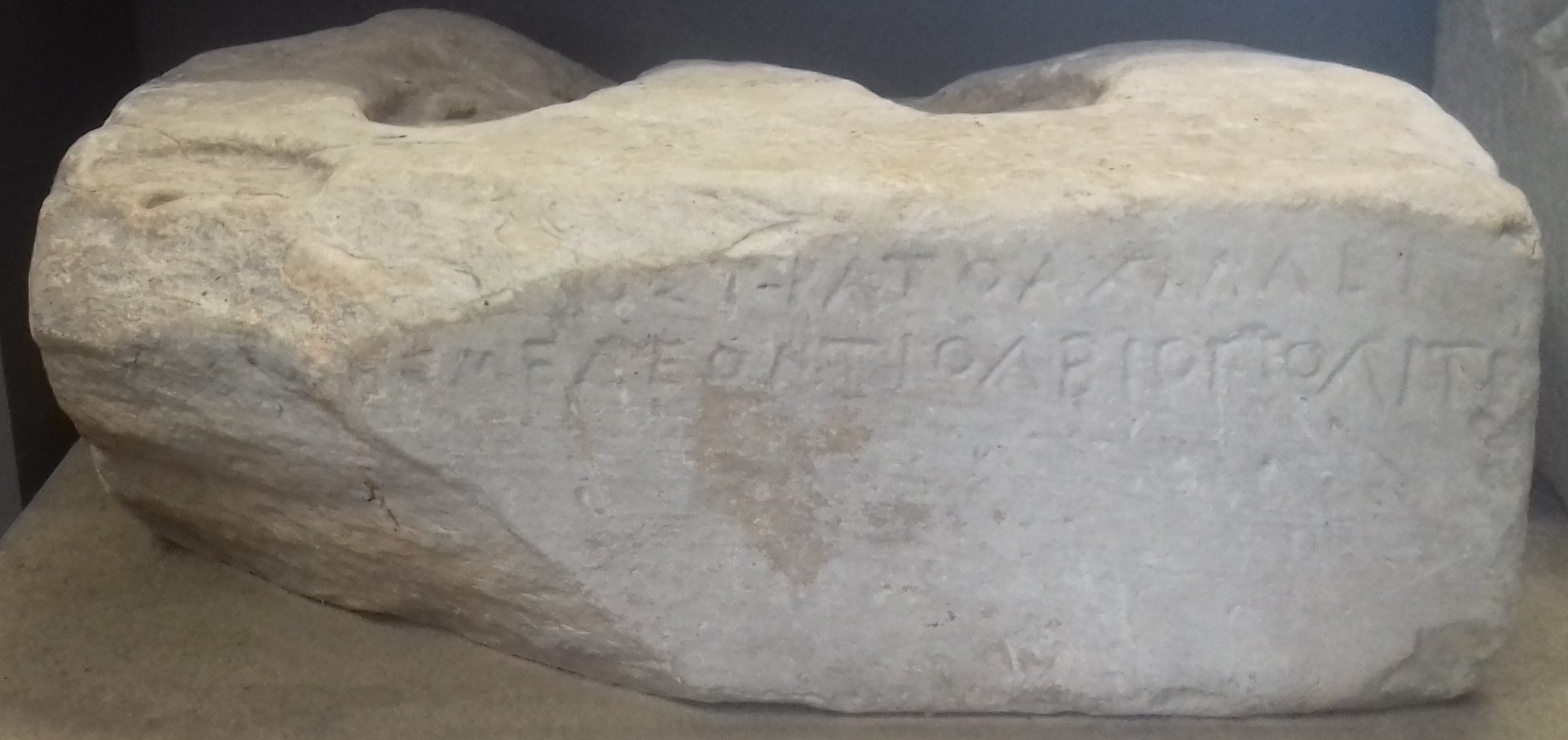
Підніжжя статуї з острова Зміїний з присвятою Ахіллу. IV ст. до н. е.

Селячись на північному узбережжі Понту Евксинського (нинішнього Чорного моря), греки приносили культ своїх героїв, з-поміж них і Ахілла. Цей герой вшановувався в мілетській колонії Ольвія, а також на острові Зміїний. В Ольвії та в районі острова Березань і Херсонеса Таврійського відомі знахідки графіті та глиняних дисків (можливо вотивних) із написами, на яких згадується Ахілл. Вони свідчать про вшанування там Ахілла принаймні з VI ст. до н. е. Культ все ще процвітав у III столітті н. е., коли в Ольвії були стели з присвятами Ахіллу Понтарху (Ποντάρχης, «володарю моря» або «Понту Евксинського»). Він описувався як захисник Ольвії нарівні з олімпійськими богами, такими як місцевий Аполлон Простат, Гермес Агорей і Посейдон.
У V ст. до н. е. Піндар згадував про культ Ахілла на «світлому острові» (φαεννά νᾶσος) Чорного моря, та наводив переказ про Ахілла, який після смерті живе на географічно невизначеному Острові Благословення разом з іншими героями, такими як його батько Пелей і Кадм. «Світлий острів» згадує також грецький географ Діонісій Перієгет, який, імовірно, жив у I ст. н. е., пояснюючи, що грецька назва Зміїного (Левкос) з'явилася «тому що дикі тварини, які там живуть, білі. Кажуть, що там, на острові Левкос, живуть душі Ахілла та інших героїв, і що вони блукають безлюдними долинами цього острова». Левкос мав репутацію місця зцілення. Павсаній повідомляє, що дельфійська Піфія послала воїна Леоніма на Левкос вилікувати рану в грудях. Тінь Малого Аякса повинна була зцілити його. За кілька місяців Леонім повернувся здоровий і розповів, що бачив з-поміж інших героїв Ахілла. Амміан Марцеллін приписував воді на острові цілющу силу.
Пліній Старший у своїй «Природничій історії» згадує «порт ахеїв» і «острів Ахілла», відомий гробницею цього героя, розташований поблизу Ольвії та Дніпровсько-Бузького лиману; крім того, згідно з його описом, за 125 римських миль від цього острова був півострів (за сучасності Тендрівська Коса), «який простягається вперед у формі меча» похило, під назвою Дромос Ахіллеос (Ἀχιλλέως δρόμος, «іподром Ахілла»). Пліній вважав цю територію місцем вправ героя або ігор, запроваджених ним. Сучасник Плінія, Помпоній Мела, розповідав, що Ахілл був похований на острові під назвою Ахіллея, розташованому між Борисфеном (Дніпром) і Істром (Дунаєм).
Руїни квадратного храму (30 на 30 м) на острові Зміїний, можливо, присвяченого Ахіллу, були виявлені гідрографом Миколою Критським у 1823 році. Друге дослідження 1840 року показало, що будівництво маяка на острові знищило всі сліди цього храму. Напис на лекіфі V ст. до н. е. з чорною глазур'ю, знайдений на острові в 1840 році, повідомляє: «Главк, син Посейдона, присвятив мене Ахіллу, володарю Левкоса».

## Ахілл у мистецтві

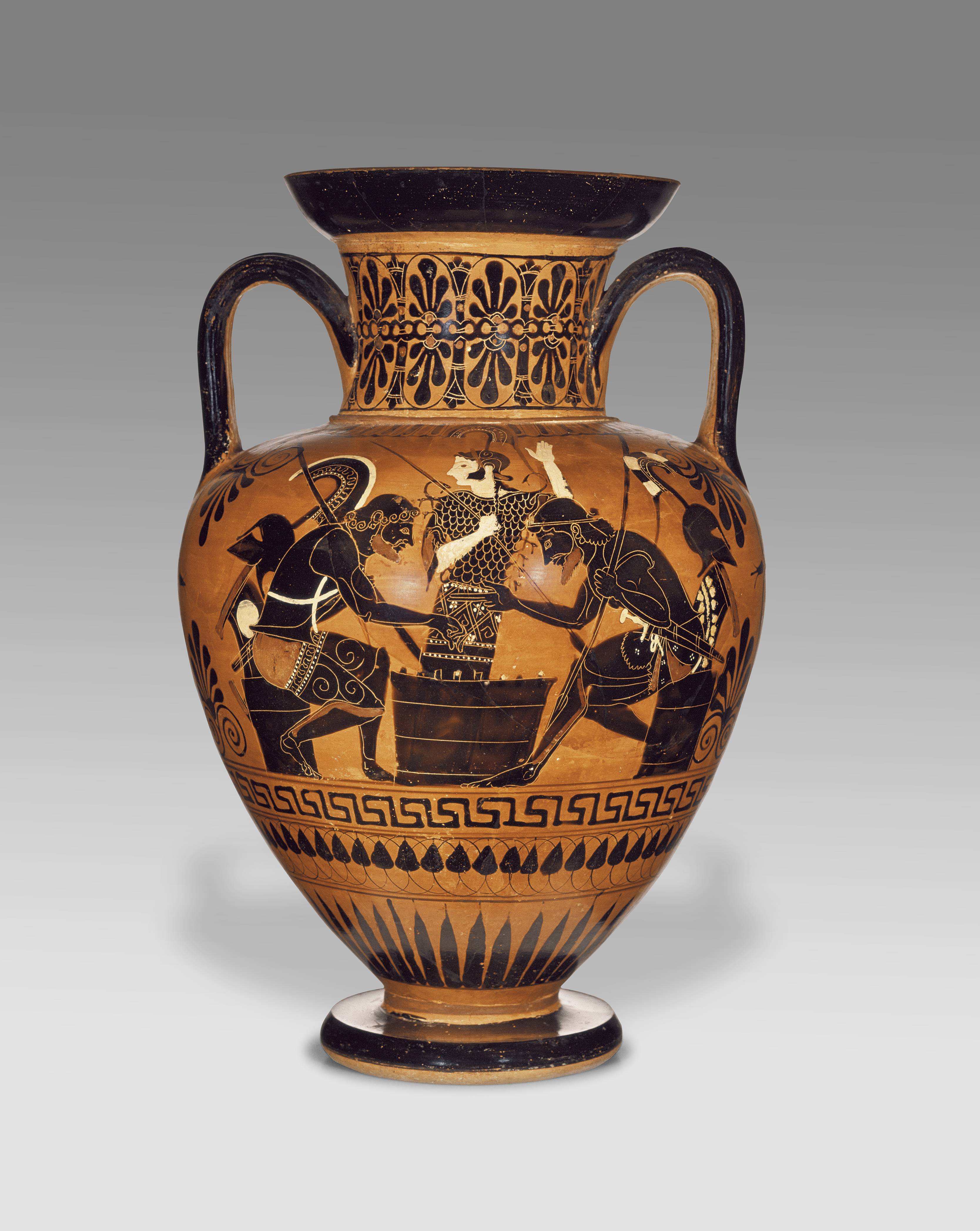
Ахілл і Аякс грають під наглядом Афіни. Розпис на чорнофігурній амфорі бл. 510 р. до н. е.

### Образотворче мистецтво
Образ Ахілла був популярним у давньогрецькому мистецтві, з'являючись на вазах з усієї Греції. Наприклад, сцени на чорно-червонофігурній кераміці з VII по V століття до н. е. включають Пелея, що віддає свого сина на піклування Хірону; Ахілл отримує божественний обладунок від своєї матері Фетіди; герой переслідує принца Троїла; вбиває Гектора та тягне троянського принца за своєю колісницею. Ахілл, бувши в обладунках, найчастіше носить коринфський шолом і щит із зображенням горгони. Одне з найпоширеніших зображень (їх відомо понад 150) — це зображення Ахілла та Аякса, одягнених у свої обладунки, які невимушено грають у настільну гру з кубиками під час перепочинку в Троянській війні.
Офорт Джуліо Романо близько 1547 року зображає Ахілла, що забирає тіло Патрокла з поля бою. Пітер Рубенс створив серію з восьми картин «Життя Ахілла» (1630—1635): його опускання в Стікс, навчання в Хірона, впізнавання Ахілла серед дочок Лікомеда, гнів Ахілла, повернення Брісеїди Ахіллу, врученя Фетідою обладунків Ахіллу, смерть Гектора та смерть Ахілла. Серія картин Рубенса була неодноразово скопійована та відтворена на гобеленах. Джованні Баттіста Чіпріані в 1776 році намалював картину «Навчання Ахілла».
Відому картину «Гнів Ахілла» (1819) виконав Жак-Луї Давід як кульмінацію своєї кар'єри, спрямованої на відновлення досконалості давньогрецького мистецтва.
Пам'ятник Артуру Веллслі, першому герцогу Веллінгтону, зображає Ахілла. Розташований в палаці Ахілліон на острові Корфу.

### Кінематограф
Ахілл зображений у таких фільмах: «Єлена» (1924), «Улісс» (1954), «Єлена Троянська» (1956), «Троянський кінь» (1961), «Лють Ахілла» (1962), «Троя» (2004). А також у телесеріалах «Одіссея» (1997), «Єлена Троянська» (2003) та «Троя: Падіння міста» (2018).